# История на Армения
Историята на Армения касае теми, свързани с историята на днешната република Армения, както и на арменския народ, арменския език и географските райони, считани за арменски.
Армения е разположена в платото около връх Арарат, свързан с библейското предание за Ноевия ковчег след Големия потоп. Наименованието „Армения“ (Армина) първо се среща в Бехистунския надпис на персийския шах Дарий I в края на VI век пр.н.е. като обозначение на сатрапия, която е протекторат на Ахеменидското царство, а по-късно е независимо царство на Ервандидите (с македонско влияние).
Армения е първата държава, която официално приема християнството за държавна религия (301 г.).
Историческа Армения е ареалът, в който се формира и живее арменският народ. През Средновековието западната ѝ част влиза в състава на Източната Римска империя, от XVI век е част от Османската империя, а от 1923 г. е част от Турция..

## Древна история
Изворите за древната история са предимно три оцелели текста на арменски автори, всички със заглавие „История на арменците“. Първият се смята за написан през V век от Фауст – вероятно грък, а може би арменец, християнски епископ, но самоличността му не е сигурна. Вторият е Агатангелос, образован римски писар и свидетел на някои от делата на Тиридат Велики от IV век. Неговата История е писана най-рано през V век и много учени са убедени, че е дело на автори от различни поколения. Третата История на арменците е от Мовсес Хоренаци, писал може би през VIII век. Той започва от митичните времена и стига до своето време, като използва разкази на арменски, гръцки и римски автори.
През 6 век пр.н.е. арменците се заселват в царство Урарту (асирийското име на Арарат), което е в упадък. При управлението на Тигран Велики (95-45 г. пр.н.е.) арменската държава достига своя зенит и става една от великите сили в Азия, простирайки се от Каспийско до Средиземно море. През своята дълга история Армения е била в съюз или владение на множество империи: на македонци, римляни, персийци, византийци, монголи, араби, османски турци и руснаци.

## Средновековие
Велика Армения е независима арменска държава от 190 г. пр.н.е. до 387 г., когато попада под контрола на Римската и Персийската империя до 428 г.. През VII век е завоювано ат Арабския халифат, а с възхода на османците попада в границите на Османската империя, където остава до нейното разпадане.
Арменско кралство Киликия е средновековна държава, сформирала се от арменски преселници, бягащи от селджукската инвазия в Армения. Кралството е разположено по брега на Александретския залив в днешна южна Турция. Съществува едновременно с кръстоносните държави и влиза в различни военни съюзи, като остава относително независимо в периода между 1078 до 1375.

## Нова история
От 17 век до Първата световна война голяма част от Армения е притежание на техния най-жесток поробител, османските турци, които ги подлагат на дискриминация, религиозни гонения, тежки данъци и набези. В отговор на арменските националноосвободителни движения, през 1894 и 1896 г. турците организират масови кланета, в които избиват 1,5 млн. арменци. През април 1915 г., по време на Първата световна война, се състои най-големият арменски геноцид. Наредено е арменците да бъдат изселени в пустините в Сирия и Месопотамия. Според мнозина историци, между 600 000 и 1,5 млн. арменци са убити или умират от глад. Това клане е смятано за първия геноцид през 20 век. Арменците в България в голямата си част са потомци на бежанци, спасили се от тези преследвания в Турция.

## Съвременна история
Република Армения е основана на 28 май 1918 г., след поражението на Османската империя в Първата световна война. Тя просъществува обаче само до 29 ноември 1920 г., когато е завладяна от руската армия. На 12 март 1922 г. обединяват Грузия, Армения и Азербайджан, които образуват Закавказка съветска федеративна социалистическа република като Сталин включва арменската историческа територия Нагорни Карабах, населена предимно с арменци, в Съветски Азербайджан. Закавказката република става част от СССР. През 1936 г., след преустройство, Армения става отделна република в състава на СССР като Арменска ССР. През 1988 г. при Арменското земетресение загиват около 25 000 души, а икономиката също е засегната.
Армения обявява своята независимост от Съветския съюз на 21 септември 1991 г., а Нагорни Карабах с решение на местния си парламент от 1988 г. се отделя от Съветски Азербайджан. Към 2020 г. Нагорни Карабах е самопровъзгласила се непризната република в съседство с независимите републики – Армения и Азербайджан.

## Диаспора
От самото начало на държавата съществува арменска диаспора, като потокът от емигранти се увеличава значително след независимостта от СССР. Около 60% от всичките осем милиона арменци в целия свят живеят извън страната. Един милион и половина арменци има в САЩ и два милиона – в Русия. Изградени са арменски общности в Грузия, Франция, Иран, Ливан, Сирия, Аржентина, Канада и др. В България техният брой е между 13 000 и 20 000 души.